# Benton City (Missouri)
Benton City è un villaggio degli Stati Uniti d'America, situato nello Stato del Missouri, nella contea di Audrain.